# Lomographa bipunctata
Lomographa bipunctata là một loài bướm đêm trong họ Geometridae.